# پرفلوئوروتری‌بوتیل‌آمین
پرفلوئوروتری‌بوتیل‌آمین (انگلیسی: Perfluorotributylamine)یا (PFTBA)، که با نام FC43 نیز شناخته می‌شود، یک ترکیب آلی با فرمول شیمیایی N(CF2CF2CF2CF3)3 است. این ترکیب یک مایع بی‌رنگ است. یک مولکول از این ترکیب شیمیایی شامل سه گروه بوتیل متصل به یک اتم نیتروژن است که در آن تمام اتم‌های هیدروژن با اتم‌های فلوئور جایگزین شده‌اند. این ترکیب برای صنعت الکترونیک، همراه با سایر پرفلوئوروآلکیل‌آمین‌ها تولید می‌شود. درجه بالای فلوئوراسیون به دلیل اثرات الکترون‌کشنده، خاصیت بازی آمین مرکزی را به میزان قابل توجهی کاهش می‌دهد.

## آماده‌سازی
این ترکیب با الکتروفلوئوریناسیون تری‌بوتیل‌آمین با استفاده از هیدروژن فلوئورید به عنوان حلال و منبع فلوئور تهیه می‌شود:
N(CH2CH2CH2CH3)3 + 27 HF → N(CF2CF2CF2CF3)3 + 27 H2

## کاربردها
این ترکیب دو کاربرد تجاری دارد.
- این ترکیب به عنوان یک جزء در فلوئوسول، خون مصنوعی، استفاده می‌شود. این کاربرد از حلالیت بالای اکسیژن و دی‌اکسید کربن در حلال، و همچنین ویسکوزیته و سمیت پایین بهره می‌برد.
- همچنین یکی از اجزای مایعات خنک‌کننده فلوئورینرت است. CPU برخی از رایانه‌ها در این مایع غوطه‌ور می‌شوند تا خنک‌سازی تسهیل شود.

### کاربردهای نادر
این ترکیب به عنوان یک ماده کالیبره‌کننده در کروماتوگرافی گازی زمانی که تکنیک تحلیلی از طیف‌سنجی جرمی به عنوان آشکارساز برای شناسایی و تعیین کمیت ترکیبات شیمیایی در گازها یا مایعات استفاده می‌کند، استفاده می‌شود. هنگامی که در طیف‌سنج جرمی یونیزه می‌شود، این ترکیب در یک الگوی تکرارپذیر تجزیه می‌شود تا قطعاتی با جرم‌های خاص تشکیل شود که می‌توان از آن‌ها برای تنظیم پاسخ جرمی و دقت طیف‌سنج جرمی استفاده کرد. یون‌های معمولاً مورد استفاده یون‌هایی با جرم تقریبی ۶۹، ۱۳۱، ۲۱۹، ۴۱۴ و ۵۰۲ واحد جرم اتمی هستند.

## ایمنی
مایعات فلوئوردار به‌طور کلی سمیت بسیار پایینی دارند، به طوری که به عنوان خون مصنوعی ارزیابی شده‌اند.

## تأثیر بر محیط زیست
این ترکیب یک گاز گلخانه‌ای با خواص گرمایشی بیش از ۷۰۰۰ برابر دی‌اکسید کربن در یک دوره ۱۰۰ ساله است و به همین ترتیب، یکی از قوی‌ترین گازهای گلخانه‌ای است که تاکنون کشف شده است. غلظت آن در جو تقریباً ۰٫۱۸ قسمت در تریلیون است. این ترکیب می‌تواند تا ۵۰۰ سال در جو باقی بماند. با این حال، هگزا فلوراید گوگرد دارای پتانسیل گرمایش جهانی ۲۳۹۰۰ است، که آن را بسیار قوی‌تر می‌کند.

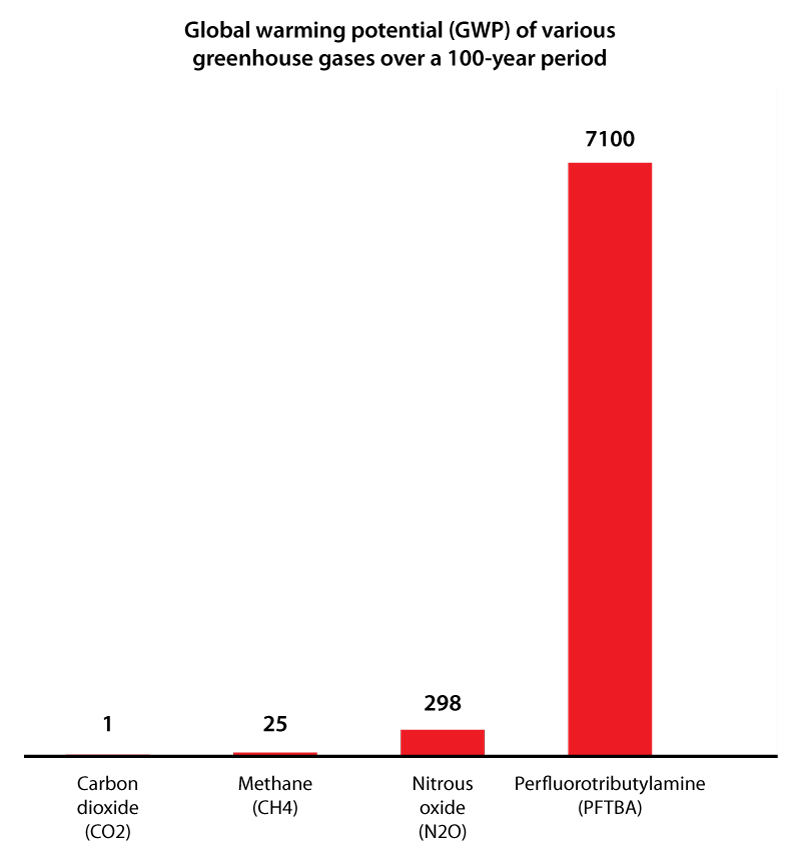
پتانسیل گرمایش جهانی گازهای گلخانه‌ای و PFTBA